# Tempura
Il tempura (anche al femminile: "la tempura"; pronuncia italiana "tempùra"; dal giapponese てんぷら o 天麩羅?, tenpura, pronuncia [tempɯɾa]) è un piatto della cucina giapponese a base di verdure e/o pesce impastellati separatamente e fritti.

## Storia
Per tradizione si fa risalire il piatto al secolo XVI, con i primi contatti dei giapponesi con marinai portoghesi e missionari cristiani. All'inizio di ogni stagione, i cristiani si astenevano dal cibarsi di carne per tre giorni (mercoledì, venerdì e sabato), mangiavano solo verdure e pesce e si dedicavano alla preghiera. Questi quattro periodi erano chiamati in latino quatuor tempora. Da qui il nome tempura, ancora oggi utilizzato per questo piatto.
Secondo altre fonti l'origine del nome risale al portoghese tempêro, traducibile con "condimento", "spezia".